# Nira Yuval-Davis
Pour les articles homonymes, voir Yuval et Davis.
Nira Yuval-Davis, née le 22 août 1943 à Tel Aviv-Jaffa) est une sociologue britannique de la diaspora israélienne, spécialiste de la relation entre genre et nation.

## Biographie
De 1974 à 2003, elle travaille à l’université de Greenwich, où elle devient professeure d’études de genre et de race en 1995.
Elle est membre fondatrice de l’association Women Against Fundamentalism,.
Elle préside le comité de recherche sur le racisme, le nationalisme, l’indigénéité et les relations ethniques de l’International Sociological Association.
Elle est professeure émérite et directrice honoraire du Centre for Research on Migration, Refugees and Belonging de l’Université de Londres-Est, de 2009 à 2017.

## Travaux académiques sur le genre et le nationalisme
Ses travaux sur les relations entre fabrique du genre et de la nation sont pionniers et décrivent les différents rôles sociaux assignés aux hommes et aux femmes dans la communauté nationale et adoptent une perspective intersectionelle en intégrant les questions du racisme et du féminisme. Dans son livre Bordering, elle décrit comment les frontières et leur tracé se retrouvent au centre des préoccupations politiques et sociales. Les frontières redéfinissent les notions de citoyenneté, d'identité et d'appartenance, tant pour les minorités hégémoniques que pour les minorités racialisées.

## Prix et récompenses
- 2018 : prix d’excellence en recherche et pratique de l’International Sociological Association[3].
- 2019 : prix SAGE pour l’innovation et l’excellence en sociologie, avec Georgie Wemyss et Kathryn Cassidy pour leur texte Everyday Bordering, Belonging and the Reorientation of British Immigration Legislation[9].

## Publications
- Nira Yuval-Davis, Georgie Wemyss et Kathryn Cassidy, Bordering, Polity, 2019 (ISBN 978-1-5095-0494-7 et 978-1-5095-0495-4).
- Women Against Fundamentalism: Stories of Dissent and Solidarity publié avec Sukhwant Dhaliwal, Londres: Lawrence et Wishart, 2014
- Nira Yuval-Davis, The politics of belonging: intersectional contestations, Sage, 2011 (ISBN 978-1-4129-2129-9 et 978-1-4129-2130-5).
- Gender and Nation. SAGE. (1997)[1].
- Unsettling Settler Societies: Articulations of Gender, Ethnicity, Race and Class., avec D. Stasiulis, Sage, 1995
- >Floya Anthias et Nirah Yuval-Daṿis, Racialized Boundaries: Race, Nation, Gender, Colour and Class and the Anti-Racist Struggle, Taylor and Francis, 2005 (ISBN 978-0-415-10388-6).
- Woman, nation, state, Macmillan, 1989 (ISBN 978-0-333-45802-0 et 978-0-333-45803-7).